# 제60회 아카데미상
제60회 아카데미상은 1988년 4월 11일에 열린 시상식이다. LA 슈라인 오디토리움에서 개최되었으며 사회자는 체비 체이스이다.

## 후보 및 수상

### 작품상
- 마지막 황제 - 제레미 토머스 수상
- 브로드캐스트 뉴스 - 제임스 L. 브룩스
- 위험한 정사 - 스탠리 R. 제프
- 희망과 영광 - 존 부어만
- 문스트럭 - 패트릭 J. 팔머

### 남우주연상
- 월 스트리트 - 마이클 더글라스 수상
- 브로드캐스트 뉴스 - 윌리암 허트
- 굿모닝 베트남 - 로빈 윌리엄스
- 엉겅퀴 꽃 - 잭 니콜슨
- 검은 눈동자 - 마르첼로 마스트로야니

### 여우주연상
- 문스트럭 - 쉐어 수상
- 안나 - 샐리 커클랜드
- 브로드캐스트 뉴스 - 홀리 헌터
- 위험한 정사 - 글렌 클로즈
- 엉겅퀴 꽃 - 메릴 스트립

### 남우조연상
- 언터쳐블 - 숀 코넬리 수상
- 브로드캐스트 뉴스 - 앨버트 브룩스
- 자유의 절규 - 덴젤 워싱턴
- 문스트럭 - 빈센트 가드니아
- 스트리트 스마트 - 모건 프리먼

### 여우조연상
- 문스트럭 - 올림피아 듀카키스 수상
- 위험한 정사 - 앤 아처
- 가비의 기적 - 노마 알렌드로
- 환상 살인 - 앤 램지
- The Whales of August - Ann Sothern

### 감독상
- 마지막 황제 - 베르나르도 베르톨루치 수상
- 위험한 정사 - 에드리언 라인
- 희망과 영광 - 존 부어만
- 개같은 내 인생 - 라세 할스트롬
- 문스트럭 - 노만 주이슨

### 각본상
- 문스트럭 - 존 패트릭 샌리 수상

### 각색상
- 마지막 황제 - 마크 피플 수상

### 촬영상
- 마지막 황제 - 비토리오 스토라로 수상

### 편집상
- 마지막 황제 - 가브리엘라 크리스티아니 수상

### 미술상
- 마지막 황제 - 페르디난도 스카피오티 수상

### 의상상
- 마지막 황제 - 제임스 아케슨 수상

### 분장상
- 해리와 헨더슨 - 릭 베이커 수상

### 음악상
- 마지막 황제 - 사카모토 류이치 수상

### 주제가상
- 더티 댄싱 - Franke Previte 수상

### 음향믹싱상
- 마지막 황제 - 빌 로우 수상

### 시각효과상
- 이너스페이스 - 데니스 머렌 수상

### 외국어영화상
- 바베트의 만찬 - 가브리엘 엑셀 수상

### 단편애니메이션상
- 나무를 심은 사람 - 프레데릭 백 수상

### 단편영화상
- Ray's Male Heterosexual Dance Hall - 조나단 세인저 수상

### 장편다큐멘터리상
- The Ten-Year Lunch - Aviva Slesin 수상

### 단편다큐멘터리상
- Young at Heart - Sue Marx 수상

### 특별공헌상
- 로보캅 - Stephen Hunter Flick 수상
- 로보캅 - John Pospisil 수상

### 어빙 탤버그 상
- 빌리 와일더 수상

### 고든 소이어 상
- Fred Hynes 수상

## 같이 보기
- 제8회 골든 래즈베리상
- 제41회 영국 아카데미 영화상
- 제45회 골든 글로브상